# Mont Shiretoko
El mont Shiretoko (en japonès 知床岳; Shiretoko-dake) és un estratovolcà que es troba a la península de Shiretoko a l'extrem nord-est de l'illa de Hokkaido, al Japó. El cim s'aixeca fins als 1.254 msnm. La muntanya es compon per roques màfiques no alcalines de tipus andesita. El mont Shiretoko està situat al districte de Shari, a la subprefectura d'Abashiri.
La darrera erupció va tenir lloc fa uns 200.000 anys.